# Касонде, Френсис
Френсис Касонде (англ. Francis Kasonde; 1 сентября 1986, Китве-Нкана) — замбийский футболист, защитник клуба «Муфулира Уондерерс».

## Клубная карьера
Касонде играл за замбийский «Пауэр Дайнамоз» и оманский «Аль-Сувэйк». Касонде представил чемпионов финский Премьер-дивизион 2008 года «Интер Турку» на Кубке Содружества 2009 года. В 2010 году Касонде перебрался в азиатский клуб из Саудовской Аравии «Аль-Хазм», за клуб провёл больше двадцати матчей и сумел забить один мяч. После очередного возвращения в «Пауэр Дайнамоз» он перешёл в один из сильнейших клубов Африки «ТП Мазембе». В клубе он провёл два сезона и завоевал золото чемпионата ДР Конго. В 2014 Касонде перебрался в Европу в клуб «Хапоэль Раанана». В клубе провёл лишь 7 матчей и перешёл в индийский «Салгаокар». В 2016 году снова вернулся в «Пауэр Дайнамоз».
В июне 2017 года Касонде подписал 6-и месячный контракт с клубом малайзийской Премьер лиги «Сабах». 30 июня 2017 года Касонде дебютировал за клуб в матче чемпионата против «ПДРМ».

## Международная карьера
Касонде дебютировал за сборную Замбии в 2005 году и забил свой первый гол в матче против Египта, который завершился ничьей 1:1. Он являлся постоянным игроком сборной Замбии. Он был ключевым игроком замбийской команды, которая выиграла Кубок африканских наций 2012, также он участвовал на Кубках африканских наций 2008, 2010, 2012 и 2013 годов. Всего в составе сборной он поучаствовал в 35 матчах и отметился двумя голами.

## Достижения
ТП Мазембе
- Чемпион ДР Конго (3): 2011, 2013, 2014
- Обладатель Суперкубка ДР Конго (2): 2013, 2014
- Обладатель Суперкубка КАФ: 2011

Сборная Замбии
- Обладатель Кубка африканских наций (1): 2012